# Żel krzemionkowy

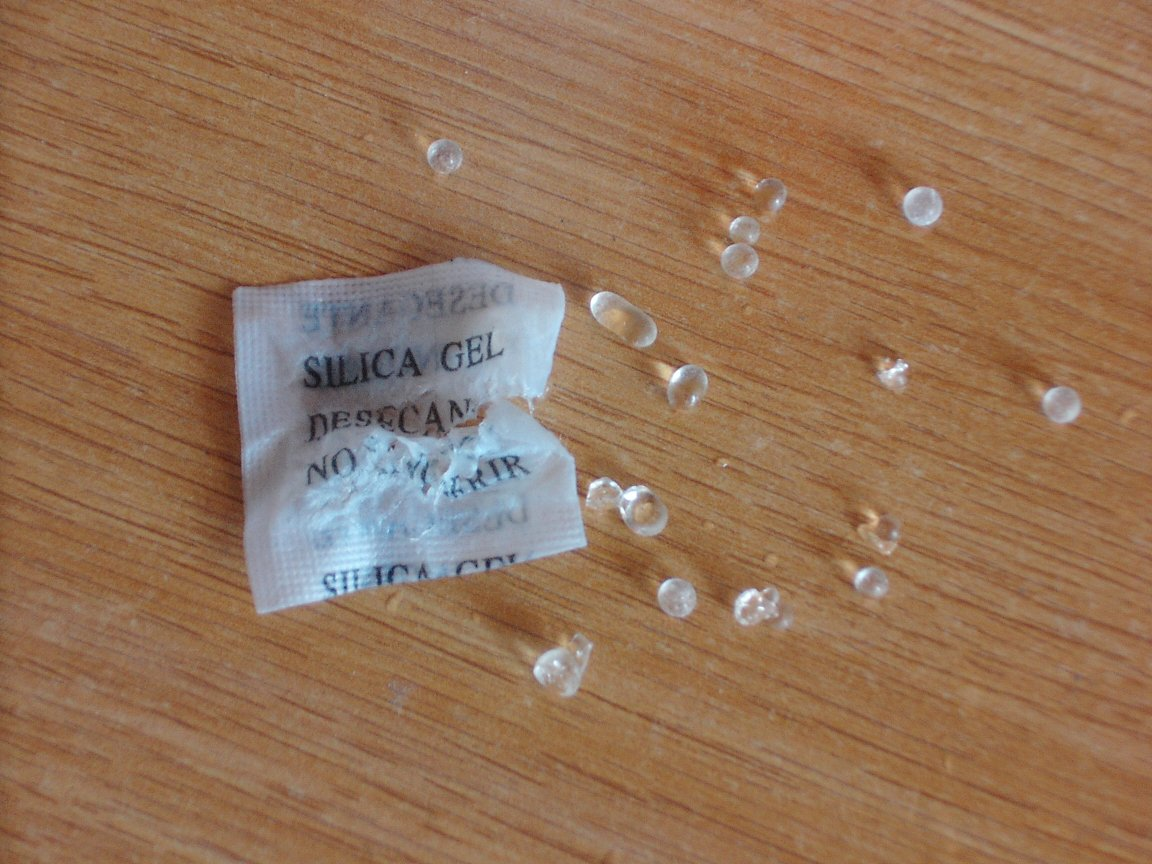
Silikażel to powszechnie stosowany środek wchłaniający wilgoć

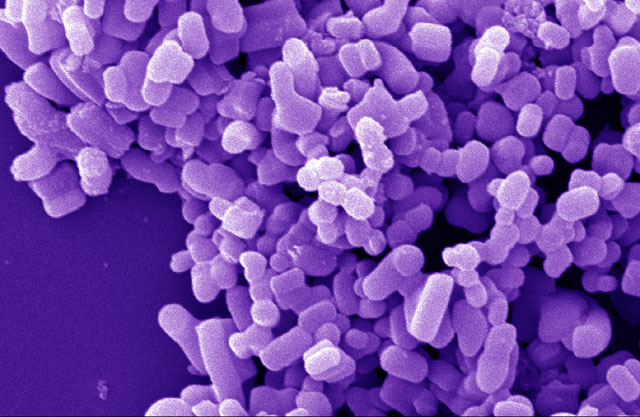
Mikrostruktura żelu krzemionkowego (zdjęcie SEM)

Żel krzemionkowy, silikażel – granulowata, porowata forma ditlenku krzemu utworzona syntetycznie z krzemianu sodu. Żel krzemionkowy jest twardy i wytrzymały, twardszy od żeli domowych takich jak żelatyna czy agar. Jest naturalnie występującym minerałem poddanym oczyszczeniu oraz przetworzeniu do postaci granulatu.
Głównym zastosowaniem żeli krzemionkowych jest wykorzystanie go jako środka suszącego (pary wodnej, par olejów czy gazów w eksykatorach) oraz osuszacza powietrza czy gazów przemysłowych. Ponadto wykorzystywany jest jako nośnik katalizatorów oraz wypełniacz w przemyśle gumowym. Powszechne jest również zastosowanie silikażelu jako żwirku higienicznego dla kotów.
Żele krzemionkowe są wytrzymałe mechanicznie, tanie w produkcji, odporne na działanie wysokiej temperatury (do 900°C) oraz obojętne chemicznie.